# Motorclub
Motorclub es el título del cuarto trabajo discográfico del artista Jimmy Barnatán. Compuesto por diez temas, transita principalmente entre los géneros soul, blues y rock, asomándose asimismo al country y al swing. El álbum, grabado en los Pottoko Studios del municipio guipuzcoano de Beasáin, fue producido por Fredi Peláez y lleva el sello de Gaztelupeko Hotsak, una discográfica especializada en blues y música negra.  
Su lanzamiento oficial tuvo lugar el 8 de marzo de 2015, si bien fue presentado días antes en la Sala Blackbird de Santander.  
El álbum cuenta con el acompañamiento de: Virginia Maestro, Carlos Tarque de M-Clan y Johnny Cifuentes de Burning.

## Lista de canciones
| N.º | Título                                                         | Duración |  |
| 1.  | «Bad Boy» (Jimmy Barnatán)                                     | 03:22    |  |
| 2.  | «Gonna Be Your Man» (Jimmy Barnatán)                           | 03:35    |  |
| 3.  | «I've Got a Knife» (Jimmy Barnatán)                            | 04:03    |  |
| 4.  | «Old Crown Blues» (Jimmy Barnatán)                             | 04:23    |  |
| 5.  | «The Gangster That You Need» (Jimmy Barnatán/Virginia Maestro) | 03:28    |  |
| 6.  | «Elevate My Soul» (Jimmy Barnatán)                             | 02:48    |  |
| 7.  | «John the Revelator» (Jimmy Barnatán/Carlos Tarque)            | 03:46    |  |
| 8.  | «Touch the Sky» (Jimmy Barnatán)                               | 04:14    |  |
| 9.  | «Una Noche Sin Ti» (Jimmy Barnatán/Johnny Cifuentes)           | 04:01    |  |
| 10. | «Your Eyes» (Jimmy Barnatán)                                   |          |  |

## Personal
- Jimmy Barnatán: voz.
- Virginia Maestro: voz en The Gangster That You Need.
- Carlos Tarque: voz en John the Revelator.
- Johnny Cifuentes: voz en Una Noche Sin Ti.
- Sergio González: guitarra.
- Dani Simons: bajo.
- Fredi Peláez: hammond.
- Rubén Rodríguez: batería.
- Adrián Royo: piano.

- Datos: Q20895611